# Samuelov napis
Samuelov napis je napis na delno poškodovanem nagrobniku, katerega  je leta 992/993 postavil kasnejši  bolgarski car Samuel svojima staršema in bratu. Na njem so izpisana imena očeta Nikolaja, matere Ripsimije Armenske in brata Davida.
Nagrobnik je trenutno shranjen v Narodnem arheološkem muzeju v Sofiji, Bolgarija, kamor so ga pripeljali leta 1916 iz vasi Sv. German (Lerinsko, grško Agios Romanos) v bližini Prespanskega jezera v Grčiji. Nagrobnik je visok 125-130 cm, širok 52-67 cm in debel 7-10 cm. Napis so rekonstruirali zgodovinarji Fjodor Uspenski, Jordan Ivanov in Nicholas Adontz.

## Napis
Napis se v slovenskem prevodu glasi:
V imenu očeta in sina in Svetega duha (sem) jaz, Samuel, božji služabnik, postavil (spomenik) v spomin na svojega očeta, mater in brata na teh križih. Tukaj so imena pokojnih: Nikolaj, božji služabnik, Ripsimija in David. Napisano v VI. indiktu leta 6501 po  stvaritvi sveta.
Anno Mundi  6501 ustreza letu 992-993 našega štetja.
Samuel se na napisu naslavlja z božjim služabnikom brez cesarskega naslova, kar dokazuje, da leta 993 še ni bil vladar. Trditev se ujema s trditvama zgodovinarjev Stepanosa Asoghika in Jahje Antioškega, da je prišel na prestol po Romanovi smrti leta 997 ali 998.

## Sklic
1. ↑  N. Adontz. Etudes Armeno-Byzantines. Livraria Bertrand. Lizbona, 1965, str. 347-407.